# Séraphin Haulon
Séraphin Haulon est un homme politique français né le 2 octobre 1822 à Charlas (Haute-Garonne) et décédé le 3 décembre 1908 à Bayonne (Basses-Pyrénées).

## Biographie
Dirigeant d'une fabrique de chaussures à Bayonne, de 1850 à 1876, il est juge puis président du tribunal de commerce de Bayonne. Conseiller municipal de 1870 à 1897, il est maire de 1880 à 1884. Il est conseiller général de 1880 à 1892. Il est député des Basses-Pyrénées de 1889 à 1890, et sénateur de 1890 à 1908, inscrit au groupe de l'Union républicaine. Ses interventions portent sur des sujets de fiscalité locale et sur les questions économiques.